# Movimiento Socialista (Uruguay)
El Movimiento Socialista es un partido político de izquierda uruguayo fundado en 1963 por el abogado y escritor Emilio Frugoni tras renunciar al Partido Socialista en el mismo año. Actualmente forma parte de la coalición política Frente Amplio.